# 吳立之
吳立之（越南语：／，1888年—1968年），越南儒学家，阮朝举人。

## 生平
吳立之为南定省南直县沛陽社人，是进士吳世榮之后。
维新三年（1909年），吴立之在河南场考中己酉科举人。
1953年，被任命接替阮玕夢，于河内印度支那文科和师范大学教授汉文。1954年后任职于河内综合大学汉文翻译部门。
1961年退休，1968年去世。